# 动介词
动介词（英语：Coverb）是像是动词或动作的协作者的词或前缀。在拥有连动结构的语言中，动介词是一种同时有动词和前置介词特征的词。动介词与宾语或补语结合并形成短语，并与另一动词短语相连，形成连续结构。动介词可作为主动词的下一级，并实现类似前置介词的功能。
部分可被划为动介词的词汇也能被视作独立的动词，但并不普适。这种动介词主要出现在亚洲语言中，如汉语和越南语，:68，以及约鲁巴语等西非语言中。§ 语例如下。
术语“动介词”有时也用于表示复合动词或复合谓语的第一个组分。这时，动介词承担大多数语义信息，第二个组分是功能动词，承担表示语法信息的词形变化。动介词的这种用法一般出现在北澳大利亚原住民语言。:59
关于匈牙利语，“动介词”有时用于指一种动词前缀。:74ff它们是表达方向或完成的语素，因此和特定种类的副词相对应。

## 语例
下面展示了现代标准汉语中的动介词。它们展现上面3种意义中的第一种—很可能也是最普遍的意义。
我帮你找他
上例展现了汉语典型的连动结构，“帮你”和“找他”都是动词短语，共享一个主语“我”，本质上指同一个动作。不过，“帮”实际上有着类似前置介词“为了”的功能。这里的“帮”就可被分析为是动介词(其他有类似结构的语言，如越南语和约鲁巴语也可以这样分析)。
我坐飞机从上海到北京去
上例中有3个动介词：“坐”“从”“到”，“去”是整个句子的谓语。这3个动介词也能单独拿出来充当动词。不是所有汉语动介词都能当动词。
汉语动介词的一个重要视角是时序的使用，在小句内，表达动作来源的动介词必须出现在表达动作终点的动介词之前。
因为动介词先于补语(宾语)，功能上也基本表现为前置介词，一些语言学家简单地将其视作介词。在这之外，汉语还有出现在名词后的位置标记，即后置介词，这使得“介词”的情况更加复杂。